# ТОР «Нефтекамск»
Территория опережающего социально-экономического развития «Нефтекамск» — территория города Нефтекамск в Республике Башкортостан, на которой действует особый правовой режим предпринимательской деятельности. Образована в 2019 году. По данным на осень 2021 года, на ТОР «Нефтекамск» зарегистрировано 14 резидентов.

## Развитие территории
В 2016 году Нефтекамск был включён в перечень монопрофильных муниципальных образований (моногородов), что впоследствии дало городу право на оформление статуса территории опережающего социально-экономического развития. ТОР «Нефтекамск» была создана в соответствии с Постановлением Правительства РФ от 12 февраля 2019 года № 129 "О создании территории опережающего социально-экономического развития «Нижнекамск» с целью диверсификации экономики города, снижения её зависимости от градообразующего предприятия ПАО «Нефтекамский автозавод», повысить инвестиционную привлекательность города. Постановление предусматривает привлечение в ТОСЭР 4 млрд рублей инвестиций с созданием более 2000 новых рабочих мест (прежде всего, в машиностроении для нужд энергетики, а также в строительном секторе),,.

## Условия для резидентов
Требования к потенциальным резидентам ТОР «Нефтекамск», согласно уточнениям, внесенным постановлением Правительства РФ от 26 апреля 2017 г. № 494 «О внесении изменений в постановление Правительства Российской Федерации от 22 июня 2015 г. № 614», предусматривают, что компании-соискатели должны быть вести деятельность исключительно на территории города, предоставить минимальный объём инвестиций не менее 2,5 млн рублей (без учёта НДС) в течение первого года, создать не менее 10 новых рабочих мест в течение первого года, ограничить привлечение иностранной рабочей силы до 25 % максимум, не находиться в процессе ликвидации, банкротства или реорганизации и соответствовать профильным видам деятельности ТОР. Для резидентов предусмотрен льготный налоговый режим: налог на прибыль в федеральный бюджет обнуляется, отчисления в региональный бюджет составят не более 5 % в течение первых пяти лет с момента первой прибыли, затем не более 10 %. Обнуляются налоги на землю и имущество, страховые взносы снижаются до 7,6 %.

## Резиденты
Первым резидентом первым резидентом ТОР «Нефтекамск» стала в июне 2019 года компания «Интеркуб» (производство строительных металлоконструкций, изделий и их частей). Спустя месяц статус резидента территории получила компания «Башлайт» (производство электрических ламп и осветительного оборудования)
В октябре 2020 года резидентом ТОР стала компания «ПК Импульс» с проектом завода по производству пластмассовых изделий хозяйственного и культурно-бытового назначения.
В феврале 2021 года в реестр резидентов ТОСЭР была внесена компания"Каматрон" (производство компрессорного оборудования). В июне того же года список пополнила «Первая мебельная компания» (производство смарт-кроватей). В августе резидентом стала компания «Аттика-Уфа» с проектом производства полимеров (запланированный объём инвестиций — 130 млн рублей). В сентябре 2021 года был зарегистрирован ещё один резидент ТОР «Нефтекамск», компания «Рестон» (производство ортопедических кроватей . Компания стала 14-м резидентом территории опережающего социально-экономического развития, общий объём инвестиций к этому времени составил почти миллиард рублей, количество новых рабочих мест — более тысячи.